# Orito
Orito is een gemeente in het Colombiaanse departement Putumayo. De gemeente telt 39.519 inwoners (2005). Orito is een belangrijke producent van aardolie. Daarnaast worden landbouwproducten als bananen, yuca, maïs, aardappelen en suikerriet verbouwd.

## Inheemse volkeren
Voor de komst van de conquistadores werd het gebied bewoond door de inheemse volkeren Awá, Inga, Huitoto, Quillacinga en Kamsay.
Colón · Mocoa · Orito · Puerto Asís · Puerto Caycedo · Puerto Guzmán · Puerto Leguízamo · San Francisco · San Miguel · Santiago · Sibundoy · Valle del Guamuez · Villagarzón